# As the Shadows Rise
As the Shadows Rise drugi je EP norveškog black metal-sastava Emperor. EP je sniman u prosincu 1992. godine, u isto vrijeme kad i prvi EP Emperor, no nije objavljen sve do kolovoza 1994. godine. Tri pjesme s EP-a su novije verzije pjesama s demoalbuma "Wrath of the Tyrant".
EP je kasnije objavljen u sklopu kompilacijskog albuma True Kings of Norway, zajedno s pjesmama grupa Immortal, Dimmu Borgir, Ancient i Arcturus.
Omot albuma je drvorez slikara Gustavea Doréa.

## Popis pjesama
| 1.    | »The Ancient Queen«  | 3:25 |
| 2.    | »Lord of the Storms« | 1:46 |
| 3.    | »Witches Sabbath«    | 5:23 |
| 10:34 |                      |      |

## Zasluge
Emperor
- Ihsahn — vokali, gitara, klavijature
- Samoth — gitara
- Mortiis — bas-gitara
- Faust — bubnjevi

Ostalo osoblje
- Christophe Szpajdel — logotip